# Gert Hagmann
Gert Hagmann ist ein deutscher Ingenieurwissenschaftler mit Schwerpunkt Leistungselektronik und Elektrische Antriebstechnik. Er lehrte insgesamt 66 Semester, zunächst an der Staatlichen Ingenieurschule für Maschinenwesen in Steinfurt, bis diese in der Fachhochschule Münster aufging.
1960 hat Gert Hagmann in Hannover sein Studium der Elektrotechnik begonnen, das er nach neun Semestern als Diplom-Ingenieur abschloss. Anschließend hat er vier Jahre lang an seiner Promotion gearbeitet, die er mit herausragendem Ergebnis beendete. Als Dozent an der Staatlichen Ingenieurschule für Maschinenwesen in Steinfurt begann er seine Lehrtätigkeit. Ende 1973 erhielt er den Status als Fachhochschullehrer mit dem dazugehörigen Professorentitel und ging 2003 in den Ruhestand.
In seiner Lehre hat er die Grundlagenfächer Elektrotechnik, Leistungselektronik und Elektrische Antriebstechnik abgedeckt sowie das Labor für elektrische Maschinen und Leistungselektronik geleitet. Hagmann war daneben auch Vorsitzender des Prüfungsamtes. Hagmann gehörte zu den Gründungsmitgliedern der FH Münster und war in der Hochschulverwaltung aktiv. Mehrere Jahre war er Mitglied in Senat und Konvent und leitete lange Zeit als Dekan und Prodekan den Fachbereich Elektrotechnik.

## Schriften
- Ein Beitrag zur Messung von Kapazitäten und dielektrischen Verlustfaktoren bei höheren Spannungen. Hochschulschrift,  Technische Universität Hannover, Fakultät für Maschinenwesen, Dissertation vom 24. Juni 1968
- Eine neue Meßbrücke zur genauen Bestimmung von Kapazitäten und dielektrischen Verlustfaktoren bei höheren Spannungen. In: Elektro-Anzeiger. Jg. 22. 1969, Nr. 2, S. 19–22
- Leistungselektronik. Grundlagen und Anwendungen in der elektrischen Antriebstechnik. Aula-Verlag, Wiebelsheim 2009, 4., korrigierte Auflage
- Grundlagen der Elektrotechnik. Das bewährte Lehrbuch für Studierende der Elektrotechnik und anderer technischer Studiengänge ab 1. Semester. Aula-Verlag, Wiebelsheim 2011, 15., durchgesehene und korrigierte Auflage
- Aufgabensammlung zu den Grundlagen der Elektrotechnik. Mit Lösungen und ausführlichen Lösungswegen. Aula-Verlag, Wiebelsheim 2012, 15., durchgesehene und korrigierte Auflage